# Vincent Gérard
Vincent Gérard (født 16. december 1986) er en fransk håndboldspiller som spiller i den tyske klub THW Kiel og Frankrigs herrerhåndboldlandshold.
Han repræsenterede Frankrig ved sommer-OL 2016 i Rio de Janeiro, hvor han tog sølv i mændenes turnering.